# Hymenopus
Cet article concerne le genre Hymenopus Serville. Pour le genre de plantes Hymenopus (Benth.) Sothers & Prance, de la famille des Chrysobalanaceae, voir Hymenopus (plante).
Genre
Synonymes
- Hymenopa Serville, 1839[2]

Hymenopus est un genre de mantes de la famille des Hymenopodidae. La représentante la plus connue est la Mante orchidée (Hymenopus coronatus).

## Description
Ces insectes prédateurs font preuve d'un mimétisme particulièrement développé, destiné à tromper d'autres insectes, en imitant l'aspect des fleurs d'orchidées, près desquelles ils se dissimulent en attendant leur proie.

## Nomenclature et systématique
Ce genre a été décrit en 1831 par l'entomologiste français Jean Guillaume Audinet-Serville. Certains auteurs le considèrent comme un taxon monotypique, admettant uniquement Hymenopus coronatus comme espèce monotypique, mais d'autres espèces sont à présent distinguées.

## Liste d'espèces
Selon BioLib (18 août 2021) et Mantodea Species File (18 août 2021) :
- Hymenopus bicornis Latreille, 1807
- Hymenopus coronatoides Wang, Liu & Yin, 1994
- Hymenopus coronatus (Olivier, 1792)